# Oreocereus leucotrichus
Oreocereus leucotrichus är en kaktusväxtart som först beskrevs av Rodolfo Amando Philippi, och fick sitt nu gällande namn av B. Wagenkn. Oreocereus leucotrichus ingår i släktet Oreocereus och familjen kaktusväxter. Inga underarter finns listade i Catalogue of Life.

## Bildgalleri

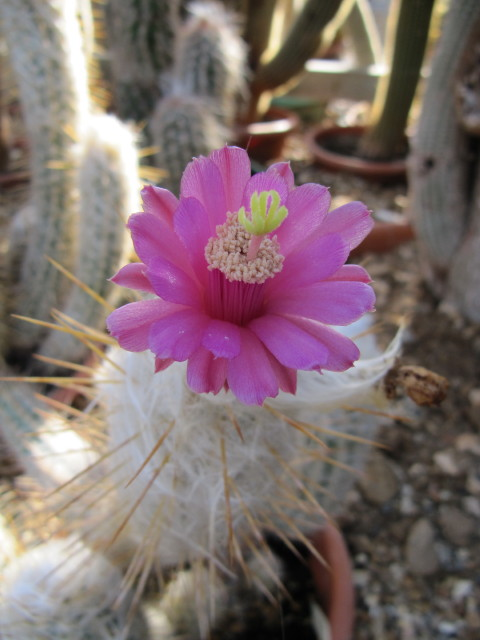
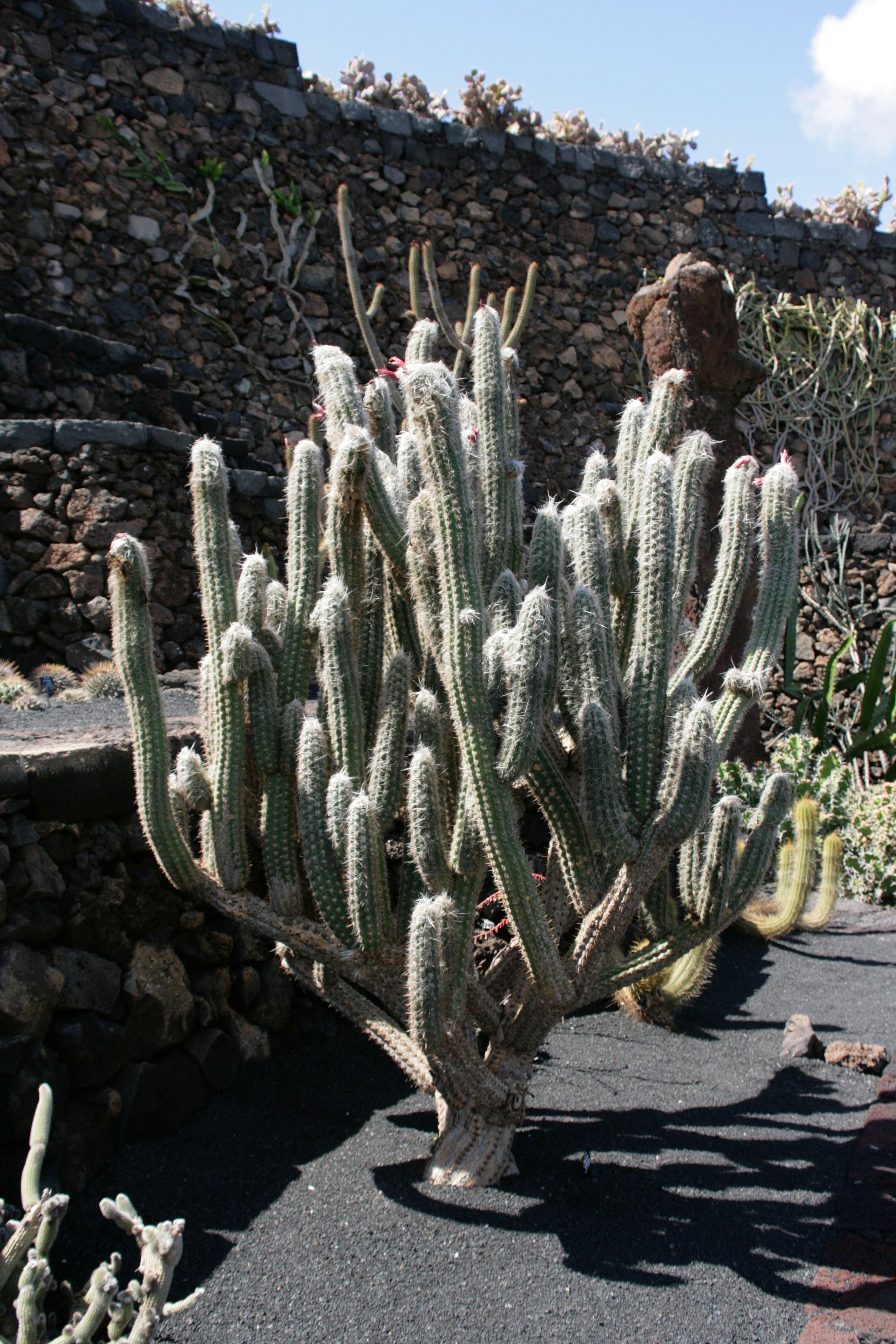
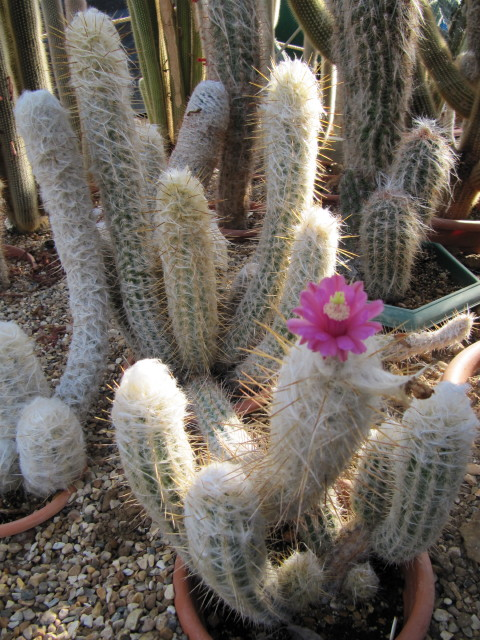
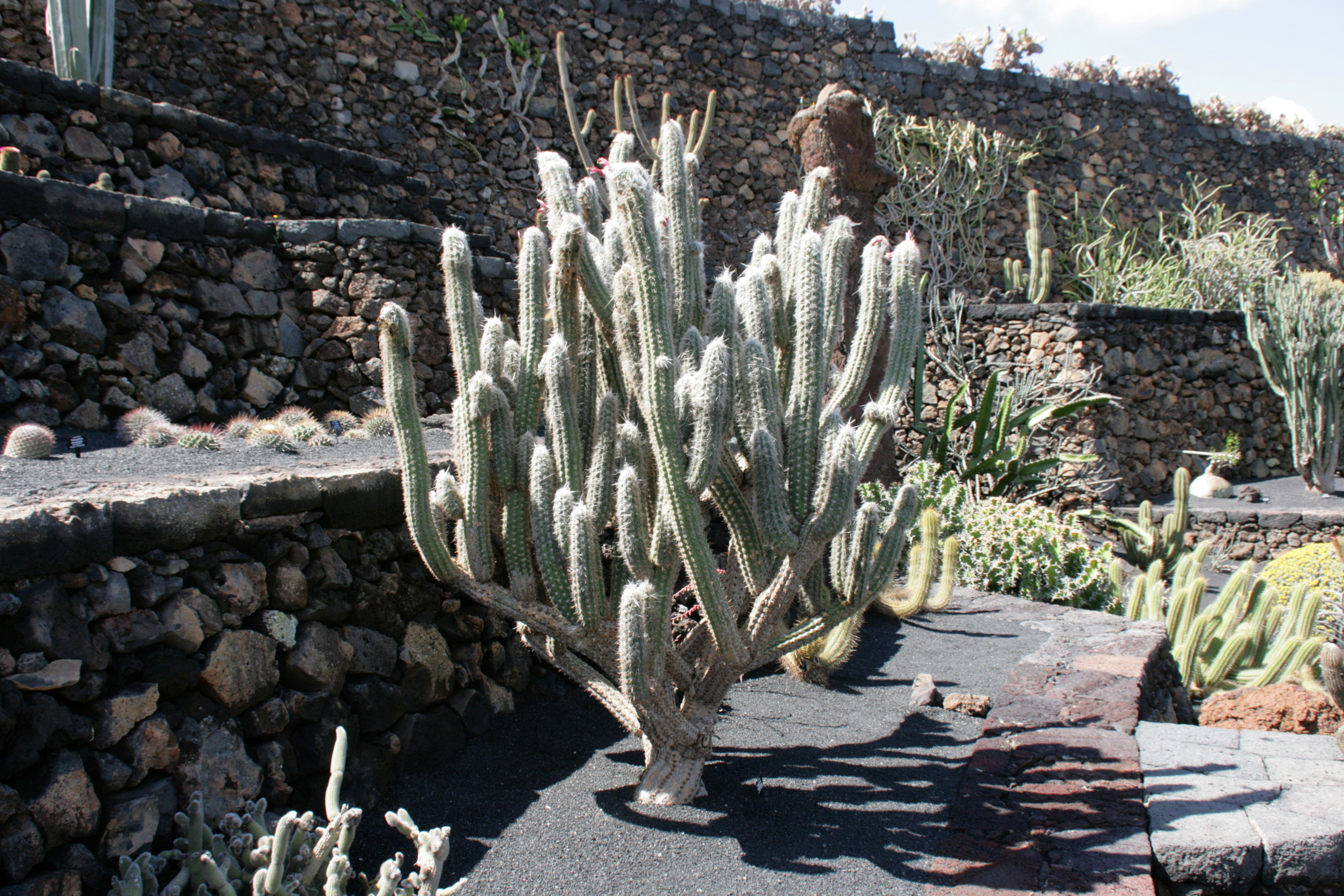